# Connor Carrick
Connor Carrick (né le 13 avril 1994 à Orland Park dans l'État de l'Illinois aux États-Unis) est un joueur professionnel américain de hockey sur glace. Il évolue au poste de défenseur.

## Biographie

### Carrière en club
Carrick passe deux ans avec l'équipe nationale de développement américaine avant d'être réclamé par les Capitals de Washington au cinquième tour du repêchage d'entrée dans la LNH 2012 en tant que 137e joueur sélectionné. Après son repêchage, il rejoint les Whalers de Plymouth dans la Ligue de hockey de l'Ontario pour la saison 2012-2013. 
Il joue sa première saison professionnelle en 2013-2014, où il partage sa saison dans la Ligue nationale de hockey avec les Capitals et la Ligue américaine de hockey avec le club-école des Caps, les Bears de Hershey.
Après avoir évolué majoritairement avec le club-école des Capitals, une transaction l'envoie aux Maple Leafs de Toronto en février 2016. Les Maple Leafs, une équipe qui tente de se reconstruire par la jeunesse, offrent une place dans le grand club à Carrick.
Le 1er octobre 2018, il est échangé aux Stars de Dallas en retour d'un choix conditionnel de 7e tour au repêchage de 2019. A mi saison le 23 février 2019, il est à nouveau échangé aux Devils du New Jersey avec un choix de 3e tour au repêchage de 2019  en retour de Ben Lovejoy .

### Carrière internationale
Il représente les États-Unis en sélection jeune.

## Statistiques

### En club
| Saison     | Équipe                         | Ligue      |     | Saison régulière | Saison régulière | Saison régulière | Saison régulière | Saison régulière |   | Séries éliminatoires | Séries éliminatoires | Séries éliminatoires | Séries éliminatoires | Séries éliminatoires |
| Saison     | Équipe                         | Ligue      | PJ  | B                | A                | Pts              | Pun              | PJ               | B | A                    | Pts                  | Pun                  |                      |                      |
| 2010-2011  | U.S. National Development Team | USHL       | 36  | 1                | 6                | 7                | 42               | -                | - | -                    | -                    | -                    |                      |                      |
| 2011-2012  | U.S. National Development Team | USHL       | 21  | 1                | 4                | 5                | 30               | -                | - | -                    | -                    | -                    |                      |                      |
| 2012-2013  | Whalers de Plymouth            | LHO        | 68  | 12               | 32               | 44               | 79               | 15               | 2 | 16                   | 18                   | 6                    |                      |                      |
| 2013-2014  | Capitals de Washington         | LNH        | 34  | 1                | 5                | 6                | 23               | -                | - | -                    | -                    | -                    |                      |                      |
| 2013-2014  | Bears de Hershey               | LAH        | 13  | 0                | 4                | 4                | 15               | -                | - | -                    | -                    | -                    |                      |                      |
| 2014-2015  | Bears de Hershey               | LAH        | 73  | 8                | 34               | 42               | 132              | 10               | 2 | 2                    | 4                    | 12                   |                      |                      |
| 2015-2016  | Bears de Hershey               | LAH        | 46  | 10               | 15               | 25               | 50               | -                | - | -                    | -                    | -                    |                      |                      |
| 2015-2016  | Capitals de Washington         | LNH        | 3   | 0                | 0                | 0                | 0                | -                | - | -                    | -                    | -                    |                      |                      |
| 2015-2016  | Maple Leafs de Toronto         | LNH        | 16  | 2                | 2                | 4                | 15               | -                | - | -                    | -                    | -                    |                      |                      |
| 2015-2016  | Marlies de Toronto             | LAH        | 5   | 1                | 2                | 3                | 2                | 15               | 7 | 11                   | 18                   | 12                   |                      |                      |
| 2016-2017  | Maple Leafs de Toronto         | LNH        | 67  | 2                | 6                | 8                | 51               | 6                | 0 | 0                    | 0                    | 4                    |                      |                      |
| 2017-2018  | Maple Leafs de Toronto         | LNH        | 47  | 4                | 8                | 12               | 27               | -                | - | -                    | -                    | -                    |                      |                      |
| 2018-2019  | Stars de Dallas                | LNH        | 14  | 1                | 3                | 4                | 13               | -                | - | -                    | -                    | -                    |                      |                      |
| 2018-2019  | Stars du Texas                 | LAH        | 4   | 1                | 1                | 2                | 0                | -                | - | -                    | -                    | -                    |                      |                      |
| 2018-2019  | Devils du New Jersey           | LNH        | 20  | 1                | 6                | 7                | 6                | -                | - | -                    | -                    | -                    |                      |                      |
| 2019-2020  | Devils du New Jersey           | LNH        | 29  | 1                | 5                | 6                | 17               | -                | - | -                    | -                    | -                    |                      |                      |
| 2019-2020  | Devils de Binghamton           | LAH        | 3   | 0                | 0                | 0                | 2                | -                | - | -                    | -                    | -                    |                      |                      |
| 2020-2021  | Devils de Binghamton           | LAH        | 13  | 0                | 6                | 6                | 12               | -                | - | -                    | -                    | -                    |                      |                      |
| 2020-2021  | Devils du New Jersey           | LNH        | 11  | 1                | 1                | 2                | 5                | -                | - | -                    | -                    | -                    |                      |                      |
| 2021-2022  | Checkers de Charlotte          | LAH        | 59  | 10               | 22               | 32               | 67               | 7                | 0 | 4                    | 4                    | 6                    |                      |                      |
| 2022-2023  | Bruins de Boston               | LNH        | 1   | 0                | 1                | 1                | 0                | -                | - | -                    | -                    | -                    |                      |                      |
| 2022-2023  | Bruins de Providence           | LAH        | 63  | 6                | 38               | 44               | 52               | 4                | 0 | 1                    | 1                    | 4                    |                      |                      |
| 2023-2024  | Firebirds de Coachella Valley  | LAH        | 70  | 9                | 25               | 34               | 66               | 18               | 1 | 6                    | 7                    | 8                    |                      |                      |
| 2024-2025  | Condors de Bakersfield         | LAH        | 63  | 18               | 23               | 41               | 101              | -                | - | -                    | -                    | -                    |                      |                      |
| Totaux LNH | Totaux LNH                     | Totaux LNH | 242 | 13               | 37               | 50               | 157              | 6                | 0 | 0                    | 0                    | 4                    |                      |                      |

### En équipe nationale
| Année | Équipe         | Compétition                      |   | PJ | B | A | Pts | Pun               |  | Résultat |
| 2011  | États-Unis U17 | Défi mondial des moins de 17 ans | 5 | 2  | 5 | 7 | 0   | Médaille d'argent |  |          |
| 2012  | États-Unis U18 | Championnat du monde -18 ans     | 6 | 2  | 2 | 4 | 2   | Médaille d'or     |  |          |
| 2013  | États-Unis U20 | Championnat du monde junior      | 5 | 0  | 3 | 3 | 4   | Médaille d'or     |  |          |

## Transactions en carrière
- Repêchage de 2012 : repêché par les Capitals de Washington au cinquième tour, en tant que 137e joueur sélectionné.
- 28 février 2016 : échangé par les Capitals aux Maple Leafs de Toronto avec Brooks Laich et un choix de deuxième tour au repêchage de 2016 contre Daniel Winnik et un choix de cinquième tour au repêchage de 2016.